# Herman Zanstra
Herman Zanstra (3 de noviembre de 1894, Schoterland – 2 de octubre de 1972, Haarlem)  fue un astrónomo neerlandés.

## Semblanza
Zanstra nació cerca de la ciudad de Heerenveen, en Frisia. En 1917 se graduó como ingeniero químico en el Instituto Tecnológico de Delft. Durante su trabajo de cuatro años en Delft, los últimos dos como profesor de secundaria, escribió un estudio altamente teórico y matemático sobre cinemática relativista que envió a William Francis Gray Swann. Swann le ofreció un doctorado en física teórica con él en la Universidad de Minnesota. Zanstra terminó el doctorado en dos años, extendiendo su estudio (Un estudio sobre el movimiento relativista en conexión con la matemática clásica, 1923). Después de un año más con Swann en Chicago, un año en varios laboratorios de los Países Bajos y Alemania, y dos meses en el laboratorio de Niels Bohr en Copenhague, obtuvo un posdoctorado en el Instituto Tecnológico de California. Allí escribió un famoso estudio, Una aplicación de la Teoría Cuántica a la luminosidad de las nebulosas difusas, que en un principio ofreció un método cuantitativo (el "Método de Zanstra") para comprender la luminosidad de nebulosas y cometas.
Tras impartir clases durante un tiempo en la Universidad de Washington se trasladó a Londres, y finalmente a la Universidad de Ámsterdam. La Segunda Guerra Mundial le llevó a refugiarse en Sudáfrica, donde obtuvo una plaza de profesor en Durban. Con el fin de la guerra regresó a Europa.

## Reconocimientos
- Ganó la Medalla de oro de la Real Sociedad Astronómica en el año 1961.

## Eponimia
- El cráter lunar Zanstra lleva este nombre en su memoria.[1]
- El asteroide (2945) Zanstra también conmemora su nombre.[2]